# Saint-Sauveur-en-Diois
Saint-Sauveur-en-Diois é uma comuna francesa na região administrativa de Auvérnia-Ródano-Alpes, no departamento de Drôme. Estende-se por uma área de 6,95 km². Em 2010 a comuna tinha 56 habitantes (densidade: 8,1 hab./km²).